# Кнёренг
Кнёре́нг (фр. Knoeringue) — коммуна на северо-востоке Франции в регионе Гранд-Эст (бывший Эльзас — Шампань — Арденны — Лотарингия), департамент Верхний Рейн, округ Мюлуз, кантон Сен-Луи. До марта 2015 года коммуна административно входила в состав упразднённого кантона Юненг (округ Мюлуз).
Площадь коммуны — 4,68 км², население — 317 человек (2006) с тенденцией к росту: 356 человек (2012), плотность населения — 76,1 чел/км².

## Население
Численность населения коммуны в 2011 году составляла 355 человек, а в 2012 году — 356 человек.
| 1962 | 1968 | 1975 | 1982 | 1990 | 1999 | 2005 | 2006 | 2010 | 2011 | 2012 |
| ---- | ---- | ---- | ---- | ---- | ---- | ---- | ---- | ---- | ---- | ---- |
| 227  | 217  | 208  | 199  | 227  | 266  | 303  | 317  | 364  | 355  | 356  |

Динамика населения:

## Экономика
В 2010 году из 259 человек трудоспособного возраста (от 15 до 64 лет) 198 были экономически активными, 61 — неактивными (показатель активности 76,4 %, в 1999 году — 72,3 %). Из 198 активных трудоспособных жителей работали 188 человек (105 мужчин и 83 женщины), 10 числились безработными (4 мужчины и 6 женщин). Среди 61 трудоспособных неактивных граждан 21 были учениками либо студентами, 15 — пенсионерами, а ещё 25 — были неактивны в силу других причин.
На протяжении 2011 года в коммуне числилось 139 облагаемых налогом домохозяйств, в которых проживало 353 человека. При этом медиана доходов составила 32967 евро на одного налогоплательщика.

## Достопримечательности (фотогалерея)
- Здание XIX века (1803 год)
- Церковь
- Здание мэрии